# Pomnik Johna Carrolla w Waszyngtonie
Pomnik Johna Carrolla (ang. Statue of John Carroll) – monument z 1912 wzniesiony dla uczczenia arcybiskupa Johnowi Carrollowi, fundatora Georgetown University w Waszyngtonie, stojący na terenie kampusu uniwersyteckiego przy 37th Street N.W.

## Historia
Brązową statuę duchownego, stojącą na marmurowym cokole, ufundowało stowarzyszenie absolwentów uniwersytetu. Postać siedzącą na tronie biskupim wyrzeźbił Jerome Connor. Monument odsłonięto 4 maja 1912. Przez lata rzeźba padała ofiarą studenckich wybryków, m.in. malowano ją na czerwono. W 1934 wolną przestrzeń pod fotelem wypełniono książkami z brązu, by uniemożliwić wkładanie w nią różnych przedmiotów.